# صرفه‌جویی انرژی در محوطه‌سازی
صرفه‌جویی انرژی در محوطه‌سازی یک مدل از طراحی محوطه به منظور صرفه‌جویی در انرژی است. تفاوتی بین انرژی مواد و ساخت محوطه با انرژی مصرف شده برای تعمیر و نگهداری از یک محوطه وجود دارد.

## اصطلاحات و تعاریف
منظور از محوطه سازی عبارت است از طراحی منظر و باغبانی که به‌طور سنتی با طراحی مکان‌هایی دارای پوشش گیاهی و صنایع دستی برای اهداف فرهنگی، اجتماعی، زیبایی‌شناسی و مذهبی صورت می‌گیرد. همچنین، معماری منظر و مهندسی منظر، حرفه‌های چندرشته‌ای و میان‌رشته‌ای هستند که در آنها ملاحظات فنی مانند جغرافیا، بوم‌شناسی، زیست‌شناسی و مهندسی را در طراحی منظر و ایجاد آن در نظر میگیرند. محوطه‌سازی با بهره‌وری انرژی در دسته‌های دوم قرار می‌گیرد و بر صرفه‌جویی در مصرف انرژی در بهره‌برداری از سایت یا ایجاد سایت تأکید میکند. در میان کاربردهای مختلف آن، محوطه‌سازی با بهره‌وری انرژی می‌تواند مصرف انرژی در نگهداری و بهره‌برداری از محوطه‌سازی، به طور خاص برای مالک آن را کاهش دهد، یا به طور گسترده برای صرفه‌جویی در مصرف انرژی در محیط جهانی، مانند کاهش اثر جزیره گرمایی شهری یا کاهش نیاز به تصفیه آب و فاضلاب با استفاده از سنگ‌فرش نفوذپذیر مورد استفاده قرار گیرد. همچنین روش‌های رایج محوطه‌سازی با بهره‌وری انرژی شامل کاهش بار حرارتی یا برودتی ساختمان از طریق سایه، بادگیر و عایق‌بندی، مدیریت آب، و استفاده از گیاهان یا مصالح ساختمانی نیاز به هزینه و انرژی کمتری دارند.

## روش‌ها و تکنیک‌ها
- کاشت درختان به منظور تأمین سایه (shade)، که باعث کاهش هزینه‌های سرمایش می‌شود.
- کاشت یا ساختن بادشکن‌ها برای کاهش سرعت باد در نزدیکی ساختمان، که باعث کاهش از دست دادن حرارت می‌شود.
- پناهگاه دیواری که در آن درختچه یا انگو، که برای ایجاد یک بادشکن استفاده می‌شود.
- پناهگاه زمینی و قراردادن ساختمان ها (در آن) برای استفاده از شکل طبیعی زمین به مثابه بادشکن.
- سقف‌های سبز که ساختمان‌ها با حرم حرارتی اضافی و تجهیز خنک شود.
- کاهش حرارت با سنگ‌فرش محوف، سنگفرش با بازتاب بالا، سایه و کمک به حداقل رساندن سطح سنگفرش.
- نورپردازی محیط (سایت) با وسایل و تجهیزات قطع برق، سنسور نور در ترازهای مختلف و وسایل با راندمان بالا.

### تکنیک‌های صرفه جویی در مصرف انرژی
تکنیک‌های صرفه جویی در مصرف انرژی در محوطه سازی شامل استفاده از مصالح محلی، ساخت کمپرست و استفاده از پیکور در محل برای کاهش حمل زباله‌های سبز، استفاده از ابزار دستی به جای بنزینی و همچنین با استفاده از گیاهان مقاوم در برابر خشک‌سالی در مناطق خشک، خرید از تولیدکنندگان محلی برای جلوگیری از صرف انرژی برای حمل و نقل و تکنیک‌های مشابه.